# Валютний ринок
Валю́тний ри́нок — ринок, на якому гроші однієї країни використовують для купівлі валюти іншої країни.
Невід'ємною ланкою міжнародної валютної системи є валютний ринок. Сучасний валютний ринок — система стійких економічних і організаційних відносин між учасниками міжнародних розрахунків з приводу не тільки валютних операцій, а й зовнішньої торгівлі, надання послуг, здійснення інвестицій та інших видів діяльності, які вимагають обміну і використання різних іноземних валют.

## Особливості валютного ринку
На валютному ринку здійснюється широке коло операцій з туризму, міграції капіталів, робочої сили, які передбачають використання іноземної валюти покупцями, продавцями, посередницькими і банківськими установами та фірмами. Валютний ринок охоплює також операції зі страхування валютних ризиків, диверсифікації валютних резервів і переміщення валютної ліквідності, різні заходи валютного втручання.
Головними суб'єктами валютного ринку виступають великі транснаціональні банки, які мають розгалужену мережу філіалів і широко використовують сучасні засоби зв'язку, комп'ютерну техніку. Роль тих чи інших валют на ринку визначається їх місцем у світогосподарських зв'язках. Більша частина операцій припадає на долари США, англійські фунти стерлінгів, а також євро.
Основна частина валютних операцій проводиться в безготівковій формі, тобто по поточних і термінових банківських рахунках і тільки незначна частина ринку приходиться на торгівлю монетами і обмін готівкових грошей. Територіально валютні ринки прив'язані до великих банківських і валютно-біржових центрів (Лондон, Париж, Нью-Йорк, Франкфурт-на-Майні, Токіо, Сінгапур, Гонконг, Амстердам, Брюссель).
З організаційного погляду валютний ринок — це система валютних бірж, комерційних банків та інших установ, що реалізують угоди з купівлі-продажу іноземної валюти. На практиці це означає поділ валютного ринку на два основні сегменти — біржовий та позабіржовий. Позабіржовий сегмент валютного ринку ще називають міжбанківським.
Біржовий ринок — це організаційно оформлений і постійно функціонуючий валютний ринок у вигляді валютної біржі. Валютна біржа — це підприємство, що організовує торги іноземною валютою та цінними паперами, вартість яких визначається в іноземній валюті.
Позабіржовий ринок — це сукупність операцій з обміну іноземної валюти, що здійснюється банками та іншими фінансовими установами без участі посередників. З організаційного погляду взаємодія між учасниками позабіржового валютного ринку — дилерами — забезпечується телефоном, телефаксом, та комп'ютерними мережами. Перевагами позабіржового валютного ринку є порівняно низька собівартість затрат на здійснення операцій з обміну іноземних валют, а також вища швидкість розрахунків. Зважаючи на це, обсяг операцій з обміну іноземних валют на міжбанківському ринку становить близько 90 %.
Ринок двоярусний — валютний ринок з подвійним режимом, на якому один курс валюти є вільним і залежить від дії ринкових сил, а інший — регулюється урядом способом інтервенцій чи контролю.

## Основні види операцій
Для валютних ринків характерні такі основні види операцій: Операції «спот» передбачають негайну поставку валюти за курсом, зафіксованим в угоді.
Операції «форвард» — це угоди, в яких сторони домовляються про постановку певної суми валюти через домовлений термін за узгодженим на момент операції курсом.
Операція «ф'ючерс» - це домовленість між покупцем і продавцем на постачання продукції, послуги або цінних паперів у майбутньому, з фіксацією вартості на момент укладання угоди.
Операція «опціон», коли клієнт сплачує банку невелику премію й одержує право купити валюту в будь-який день встановленого угодою періоду за зафіксованим при укладенні угоди курсом або відмовитися від купівлі-продажу, якщо виконання угоди за визначеним курсом у даному інтервалі часу виявиться для нього більше невигідним, ніж втрата коштів на премію.
Які ж валютні ринки існують?
Ринок євровалют — це міжнародний ринок валют країн Західної Європи, де операції здійснюються у євро. Об'єктивною причиною виникнення й розвитку ринку євровалют є поглиблення інтеграційних процесів у Західній Європі, посилення ролі транснаціональних корпорацій, зростання потреб у міжнародних кредитних грошах, а важливою його передумовою було введення взаємної конвертованості валют. Тим самим були створені умови для стійких валютно-фінансових зв'язків цілої групи країн і введення євро.
Відомий також ринок євродепозитів. Він виражає стійкі валютно-фінансові відносини, щодо формування вкладів в іноземній валюті у великих комерційних банках західних країн за рахунок коштів, що обертаються на ринку євровалют.
Розрізняють також ринок єврокредитів, який виражає стійкі кредитні зв'язки з надання міжнародних позик у євровалюті великими комерційними банками країн із розвинутою ринковою економікою. Позичальниками євровалюти виступають переважно великі компанії, які мають потребу в кредитах для фінансування масштабних проектів у даній країні й за кордоном, а також держави з відчутним дефіцитом платіжних балансів. Як правило, міжнародні кредити в євровалюті надаються великими національними банками окремих країн строком від 2 до 10 років з плаваючими відсотковими ставками. Ринок єврокредитів сприяє інтеграційним процесам ЄС, стимулює розвиток експорту, розширення іноземних інвестицій і є важливим фактором формування єдиного ринку.
Складна ситуація у валютно-фінансовій сфері, в якій нині опинилась Україна, пов'язана передусім з невиваженою політикою у зовнішньоекономічній сфері, недосконалістю законодавства та нормативних актів щодо валютного контролю і повернення валютної виручки. Гнучкішою має бути політика держави щодо протекціонізму та лібералізму у валютному регулюванні. До протекціоністських заходів можна віднести таку форму прямого втручання держави у валютну сферу, як валютні обмеження. Останні пов'язані з забороною національним експортерам продавати виручену іноземну валюту на ринку (вони зобов'язані здавати її в обмін на національну за офіційним курсом), можуть бути обмежені перекази валюти за кордон і її вивіз.
Застосовувані державою методи та обсяги валютних обмежень безпосередньо пов'язані з конвертованістю валюти. Для України це має надзвичайно велике значення з погляду ефективності включення національної економіки у світову, можливості використання переваг міжнародного поділу праці, міграції капіталів. Оскільки Україна нині у своєму русі орієнтується на формування цивілізованої ринкової економіки, забезпечення конвертованості гривні стає неминучим.